# Équipe d'Argentine de football à la Coupe des confédérations 1995
L'équipe d'Argentine de football participe à sa 2e Coupe des confédérations lors de l'édition 1995 qui se tient en Arabie saoudite du 6 janvier 1995 au 13 janvier 1995. Elle se rend à la compétition en tant que vainqueur de la Copa América 1993 et tenant du titre.
Six équipes sont engagées ainsi la Coupe des confédérations 1995 . Les Argentins éliminent le Nigeria, champion d'Afrique en titre, et le Japon, lors de la phase de poule, ils éliminent les Super Eagles grâce à une meilleure différence de buts puis ils perdent contre le Danemark 2-0 en finale.

## Résultats

### Phase de groupe
|   | Équipe    | Pts | J | G | N | P | BP | BC | Diff |
| - | --------- | --- | - | - | - | - | -- | -- | ---- |
| 1 | Argentine | 4   | 2 | 1 | 1 | 0 | 5  | 1  | +4   |
| 2 | Nigeria   | 4   | 2 | 1 | 1 | 0 | 3  | 0  | +3   |
| 3 | Japon     | 0   | 2 | 0 | 0 | 2 | 1  | 8  | -7   |

N.B : L' Argentine se classe première de la poule grâce à une meilleure différence de buts
| 8 janvier 1995                    | Argentine                                                  | 5 - 1 | Japon     | Stade International Roi Fahd, Riyad              |                                                  |
| 20:00 · Historique des rencontres | Rambert 31e · Ortega 45e · Batistuta 47e, 86e · Chamot 54e |       | Miura 57e | Spectateurs : 10 000 Arbitrage : Rodrigo Badilla | Spectateurs : 10 000 Arbitrage : Rodrigo Badilla |
| 20:00 · Historique des rencontres | (Rapport)                                                  |       |           | Spectateurs : 10 000 Arbitrage : Rodrigo Badilla | Spectateurs : 10 000 Arbitrage : Rodrigo Badilla |

| 10 janvier 1995           | Argentine | 0 - 0 | Nigeria | Stade International Roi Fahd, Riyad          |                                              |
| Historique des rencontres |           |       |         | Spectateurs : 20 000 Arbitrage : Ali Bujsaim | Spectateurs : 20 000 Arbitrage : Ali Bujsaim |
| Historique des rencontres | (Rapport) |       |         | Spectateurs : 20 000 Arbitrage : Ali Bujsaim | Spectateurs : 20 000 Arbitrage : Ali Bujsaim |

### Finale
| Titulaires : |  |
| |  |
| Mogens Krogh · Jacob Friis Hansen · Marc Rieper · Jes Hogh 75e · Michael Schjonberg · Brian Steen Nielsen · Michael Laudrup 26e · Brian Laudrup · Jacob Laursen 61e · Jesper Kristensen 41e · Peter Rasmussen · |  |
| Remplaçants : |  |
| Morten Wieghorst 26e · Jens Risager 61e · |  |
| Entraîneur : |  |
| Richard Moller Nielsen |  |

| Titulaires : |  |
| |  |
| Carlos Bossio · Roberto Ayala · José Chamot 35e, 88e · Javier Zanetti 30e · Nestor Fabbri 60e · Alejandro Escudero · Pascual Rambert 75e · Ruben Jimenez 65e · Christian Bassedas · Ariel Ortega · Gabriel Batistuta · |  |
| Remplaçants : |  |
| Gustavo Lopez 65e · Marcelo Espina 75e · |  |
| Entraîneur : |  |
| Daniel Passarella |  |

| Titulaires : |  |
| |  |
| Mogens Krogh · Jacob Friis Hansen · Marc Rieper · Jes Hogh 75e · Michael Schjonberg · Brian Steen Nielsen · Michael Laudrup 26e · Brian Laudrup · Jacob Laursen 61e · Jesper Kristensen 41e · Peter Rasmussen · |  |
| Remplaçants : |  |
| Morten Wieghorst 26e · Jens Risager 61e · |  |
| Entraîneur : |  |
| Richard Moller Nielsen |  |

| Titulaires : |  |
| |  |
| Carlos Bossio · Roberto Ayala · José Chamot 35e, 88e · Javier Zanetti 30e · Nestor Fabbri 60e · Alejandro Escudero · Pascual Rambert 75e · Ruben Jimenez 65e · Christian Bassedas · Ariel Ortega · Gabriel Batistuta · |  |
| Remplaçants : |  |
| Gustavo Lopez 65e · Marcelo Espina 75e · |  |
| Entraîneur : |  |
| Daniel Passarella |  |

## Effectif
Sélectionneur : Daniel Passarella
| No. | Pos.      | Joueur                      | Date de naissance et âge | Sélec. | Club                   |
| --- | --------- | --------------------------- | ------------------------ | ------ | ---------------------- |
| 1   | Gardien   | Carlos Bossio               | 1er décembre 1973        |        | Estudiantes            |
| 2   | Défenseur | Roberto Ayala               | 14 avril 1973            |        | C.A. River Plate       |
| 3   | Défenseur | José Chamot                 | 17 mai 1969              |        | SS Lazio               |
| 4   | Défenseur | Javier Zanetti              | 10 août 1973             |        | C.A. Banfield          |
| 5   | Milieu    | Hugo Pérez                  | 6 octobre 1968           |        | C.A. Independiente     |
| 6   | Défenseur | Néstor Fabbri               | 29 avril 1968            |        | C.A. Boca Juniors      |
| 7   | Milieu    | Ariel Ortega                | 4 mars 1974              |        | C.A. River Plate       |
| 8   | Milieu    | Marcelo Alejandro Escudero  | 25 juillet 1972          |        | Newell's Old Boys      |
| 9   | Attaquant | Gabriel Batistuta           | 1er février 1969         |        | AC Fiorentina          |
| 10  | Milieu    | Marcelo Espina              | 28 avril 1967            |        | Club Atlético Platense |
| 11  | Attaquant | Pascual Rambert             | 30 janvier 1974          |        | C.A. Independiente     |
| 12  | Gardien   | Germán Burgos               | 16 avril 1969            |        | C.A. River Plate       |
| 13  | Défenseur | Pablo Rotchen               | 23 avril 1973            |        | C.A. Independiente     |
| 14  | Défenseur | Rodolfo Martin Arruabarrena | 20 juillet 1975          |        | C.A. Boca Juniors      |
| 15  | Défenseur | Nelson Vivas                | 18 octobre 1969          |        | C.A. Boca Juniors      |
| 16  | Milieu    | Rubén Jiménez               |                          |        |                        |
| 17  | Milieu    | Marcelo Gallardo            | 18 janvier 1976          |        | C.A. River Plate       |
| 18  | Milieu    | Gustavo López               | 13 avril 1973            |        | C.A. Independiente     |
| 19  | Attaquant | Hernán Crespo               | 5 juillet 1975           |        | C.A. River Plate       |
| 20  | Milieu    | Christian Bassedas          | 16 février 1973          |        | C.A. Vélez Sársfield   |

## Navigation